# Norman Buttigieg
Norman Buttigieg (Paola, 18 febbraio 1956) è un ex calciatore maltese, di ruolo difensore.

## Carriera

### Nazionale
Ha collezionato 20 presenze con la propria Nazionale.

## Palmarès

### Individuale
- Calciatore maltese dell'anno: 1

1979-1980